# بورلینگتون، نیوجرسی
بورلینگتون (به انگلیسی: Burlington Township) شهری در ایالت نیوجرسی کشور ایالات متحده آمریکا است که جمعیت آن در سرشماری سال ۲۰۱۰ میلادی، ۲۲٬۵۹۴ نفر بوده‌است.